# Gebrüder Götz
 (septembre 2017).
Gebrüder Götz est une entreprise de vente par correspondance de chaussures.

## Histoire
L'entreprise est fondée le 1er juillet 1939 par les frères Franz et Walter Götz à Wurtzbourg. Commençant à un niveau régional, elle se développe grâce à Internet à un niveau international. En 1970, Gebrüder Götz présente une gamme de prêt-à-porter et d'équipement de la maison.
L'activité de la vente par correspondance est 80 % de son activité. Le catalogue est diffusé à 500 000 exemplaires. Les 20 % restants des ventes sont générés par le commerce en magasin et à l'entrepôt de Wurtzbourg. Il est jusqu'en 2010 et l'arrivée de concurrents comme Zalando le principal vendeur par correspondance de chaussures en Allemagne.
Le catalogue est diffusé à 50 000 exemplaires en Autriche. En parallèle, il existe un site web spécifiquement autrichien.
En 2017, l'entreprise a réalisé un bénéfice d'environ 152 000 euros, en 2018 il était de 59 000 euros, ce qui signifiait qu'il y avait un risque aigu d'insolvabilité. En raison de l'évolution négative de la situation, les nouveaux directeurs Nikolaus Borst et Karl-Otto Lang ont été nommés en avril 2019, en plus du directeur général de longue date Peter Götz, 14 postes à temps plein ont été supprimés et les salaires des employés ont été temporairement réduits.  En août 2020, il est annoncé que l'entreprise vendra la maison de couture de Würzburg-Zellerau au groupe Walter du Bade-Wurtemberg le 1er janvier 2021.
La sportive Magdalena Neuner est mannequin pour Gebrüder Götz de 2007 à 2014.

## Source de la traduction
- (de) Cet article est partiellement ou en totalité issu de l’article de Wikipédia en allemand intitulé « Gebrüder Götz » (voir la liste des auteurs).